# Marine Vacth

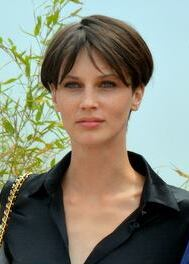
Marine Vacth (Cannes 2017)

Marine Vacth (ur. 9 kwietnia 1991 w Paryżu) – francuska aktorka filmowa oraz modelka.

## Życiorys
Marine Vacth urodziła się 9 kwietnia 1991 roku w Paryżu we Francji. Swoją karierę modelki rozpoczęła w wieku 15 lat. Pięć lat później Vacth rozpoczęła karierę filmową, grając w filmie Cédrica Klapischa pt. Mój kawałek tortu (fr. Ma part du gâteau) w roli Tessy. W 2011 roku została twarzą kampanii perfum Yves Saint Laurent - Parisienne, zastępując brytyjską modelkę Kate Moss.
W 2013 roku wystąpiła w filmie François Ozona pod tytułem Młoda i piękna w roli Isabelle, nastoletniej prostytutki.

## Filmografia
| Rok  | Film                       | Reżyser             | Rola                      |
| ---- | -------------------------- | ------------------- | ------------------------- |
| 2011 | Mój kawałek tortu          | Cédric Klapisch     | Tessa                     |
| 2012 | Człowiek ze złotym mózgiem | Joan Chemla         | Alice                     |
| 2012 | Co dzień zawdzięcza nocy   | Alexandre Arcady    | dorosła Isabelle Rucillio |
| 2013 | Młoda i piękna             | François Ozon       | Isabelle                  |
| 2015 | Zacne rodziny              | Jean-Paul Rappeneau | Louise Deffe              |
| 2017 | Podwójny kochanek          | François Ozon       | Chloé                     |